# Conopomorphina
Conopomorphina là một chi bướm đêm thuộc họ Gracillariidae.

## Các loài
- Conopomorphina aptata (Meyrick, 1914)
- Conopomorphina gypsochroma Vári, 1961
- Conopomorphina ochnivora Vári, 1961